# Alberto Weisbach
Alberto T. Weisbach (Fray Bentos, 18 de septiembre de 1883 - Montevideo, 25 de septiembre de 1929) fue un dramaturgo uruguayo que tuvo una actividad destacada en Argentina.

## Biografía
Debutó en el teatro con la obra El Sargento de Milicias estrenada en el teatro Nacional de la ciudad de Buenos Aires el 24 de agosto de 1902 a la que siguió Blancos y colorados representada en el teatro Argentino de la misma ciudad. En el concurso organizado por el teatro Nacional en 1911 obtiene el premio con la obra Resaca que fue luego llevada al cine.

## Los dientes del perro
El 20 de abril de 1918 estrenó el sainete Los dientes del perro escrito en colaboración con José González Castillo que fue fundamental en su carrera. Elías Alippi, a su cargo de la puesta en escena, tuvo la idea de presentar en escena un cabaret con la actuación en vivo de la mejor orquesta del momento, la de Roberto Firpo, ejecutando tangos, entre los cuales incluyó Mi noche triste con letra de Pascual Contursi, a propuesta de Gardel que lo había grabado el año anterior.
Si bien en 1897 se había ejecutado y bailado un tango en la obra Justicia criolla, a partir del estreno de Los dientes del perro el tango pasó a ser un elemento del que pocos sainetes prescindían. El éxito de Mi noche triste, interpretado por la actriz Manolita Poli, y también de la obra con Enrique Muiño y Elías Alippi como principales figuras, hizo que se representara durante todo ese año y fuera repuesta al siguiente con el tango de González Castillo ¿Qué has hecho de mi cariño? reemplazando a Mi noche triste.
La obra tuvo críticas muy favorables que destacaban el verismo con el que se pintaba el ambiente nocturno y la presentación de los personajes, considerándose que la pieza reaccionaba contra el mal gusto y la chabacanería existentes en otras obras.

## Delikatessen Haus(Bar alemán)
El 12 de mayo de 1920 fue  estrenado en el teatro Ópera de Buenos Aires el sainete Delikatessen Haus (Bar alemán) que escribió en colaboración con Samuel Linnig por la compañía de Luis Vittone y Segundo Pomar en el cual la esposa de este último María Esther Podestá, interpretaba el papel de Blanca, quien dirigía una orquesta de señoritas. Para la obra Linnig escribió unos versos que tituló Esthercita, a los que Enrique Delfino puso música, dando nacimiento al tango que en definitiva recibiría el nombre de Milonguita que se estrenó junto con la obra en el teatro. La obra recibió muy mala acogida del público pero el tango debió ser repetido en varias ocasiones por los aplausos de los espectadores.

## Otras obras
El 20 de septiembre de 1917 la compañía Vittone-Pomar estrenó en el teatro Nacional la obra Acquaforte que había escrito en colaboración con José González Castillo.
En 1924 la primera actuación del actor Luis Arata encabezando el cartel fue en el teatro Liceo en la comedia de Weisbach y Doblas Los genoveses somos así que se mantuvo durante centenares de representaciones. 
Otras de sus obras, algunas de ellas escritas en colaboración, fueron  La Carcoma, Hay Asiento Cabayero, El Tajamar, Maestro Ciruela, Mignón, Un Hombre Civilizado, Basta la Salute, Gracia Plena, El Alemancito, El Nido de Cóndores, El Rey del Cabaret, En Tierra de Gauchos, ¿A París?... ¡Te lo Regalo!, Las Modernas Scherezadas.
Con Doblas hizo ¿A París?... ¡Te lo Regalo!, el shimmy ¡Hola, Señorita! que con música de Antonio De Bassi estrenó en la citada obra Carlos Marambio Catán y grabó posteriormente Carlos Gardel.

## Relación con el cine
En 1916 se filmó la película muda Resaca (1916) basada en su obra del mismo nombre de Weisbach, con libreto de José González Castillo, dirigida por Atilio Lipizzi y con la interpretación de los renombrados actores Benito Bianquet, Luis Arata, Eva Franco, Pedro Gialdroni y Camila Quiroga. En 1924 se filmó la película muda La aventura del pasaje Güemes dirigida por Julio Irigoyen, sobre guion de Weisbach.		
Alberto Weisbach falleció en Montevideo el 16 de octubre de 1925. Carlos Gardel concurrió a su velatorio con José Razzano y luego organizó una función de beneficio a la viuda en el teatro 18 de Julio de Montevideo.

## Obras
- Porteños diablos!
- Gente canchera
- La yegüecita en colaboración con Raúl Doblas.
- Los dopados
- Yupanqui en colaboración con Arturo Rodríguez Bustamante.
- El guaso.
- Farruco.
- La cantera
- La ratona
- Noiatri zeneixi semmo cosci (Los geneoveses somos así) en colaboración con Raúl Doblas.
- Flor de cardón en colaboración con Arturo Rodríguez Bustamante.
- El guaso.
- El amigo Raquel.
- Resaca
- Acquaforte en colaboración con José González Castillo.